# Xanthoneuria
Xanthoneuria is een geslacht van steenvliegen uit de familie borstelsteenvliegen (Perlidae). De wetenschappelijke naam van het geslacht is voor het eerst geldig gepubliceerd in 2011 door Uchida, Stark & Sivec.

## Soorten
Xanthoneuria omvat de volgende soorten:
- Xanthoneuria bolivari (Klapálek, 1907)
- Xanthoneuria fulva (Klapálek, 1907)
- Xanthoneuria jouklii (Klapálek, 1907)
- Xanthoneuria unimaculata (Zhiltzova, 1981)